# Coccophagus signus
Coccophagus signus är en stekelart som beskrevs av Girault 1920. Coccophagus signus ingår i släktet Coccophagus och familjen växtlussteklar. Inga underarter finns listade i Catalogue of Life.